# Strela (satellite)
Pour les articles homonymes, voir Strela.
Strela (en russe Стрела flèche) est une famille de satellites de télécommunications militaires à défilement russe   placés en orbite basse dont le premier lancement a été effectué en 1964. Plusieurs familles de satellites Strela se sont succédé : Strela 1 de 1964 à 1965 destinés à mettre au point le système, Strela-1M de 1970 à 1992, Strela-2 et 2M de 1965 à 1994,  Strela-3 de 1985 à 2010 et Rodnik depuis 2005. Ces satellites de petite taille sont placés en orbite par grappe de 2,3 ou 6 généralement par le lanceur Cosmos sur une orbite circulaire à une altitude qui selon les séries va de 800  à   1 500 km. Ils sont utilisés pour des télécommunications en mode asynchrone et disposent à cet effet d'une mémoire de masse pour stocker les données entre la réception et l'émission. Ils assurent pour le compte de l'armée et des services secrets les échanges d'informations entre différentes unités militaires au sol ou le transfert des informations transmises par un émetteur de faible puissance vers une autre station terrestre. Une version civile, le Gonets, a été développée dans les années 1990.

## Les versions

### Strela-1 (1964-1965)
Les Strela-1 constituent la version expérimentale de ce nouveau système de télécommunications exploitant des satellites de télécommunications en orbite basse à défilement qui présentent l'avantage de permettre à de pouvoir recevoir les émissions radio de faible puissance. Le satellite enregistre la communication en passant au-dessus de l'émetteur puis réémet le message stocké lorsqu'il passe à portée du destinataire. Chaque satellite d'une masse d'environ 50 kg est alimenté par des panneaux solaires recouvrant le corps central. Deux de ces satellites mettent en œuvre un RTG expérimental. Les Strela-1 sont mis en orbite par grappe de trois par le lanceur Cosmos. Le premier lancement a lieu le 18 aout 1964 et 29 satellites sont placés en orbite entre 1964 et 1965,.

### Strela-1M (1970-1992)
La série Strela-1M constitue la première version opérationnelle du système Strela. Chaque satellite a une masse de 61 kg et est placé sur une orbite de 1 500 km avec une inclinaison de 74°. Pour que le système fonctionne de 20 à 30 satellites sont placés sur le même plan orbital. La durée de vie opérationnelle d'un satellite est d'environ 6 mois. Le système est déclaré officiellement opérationnel en 1973. Les Strela-1M sont mis en orbite par grappe de huit par le lanceur Cosmos-3M . Le premier lancement a lieu le 25 avril 1970 et 371 satellites sont placés en orbite entre 1970 et 1992,.

### Strela-2 et 2M (1965-1994)

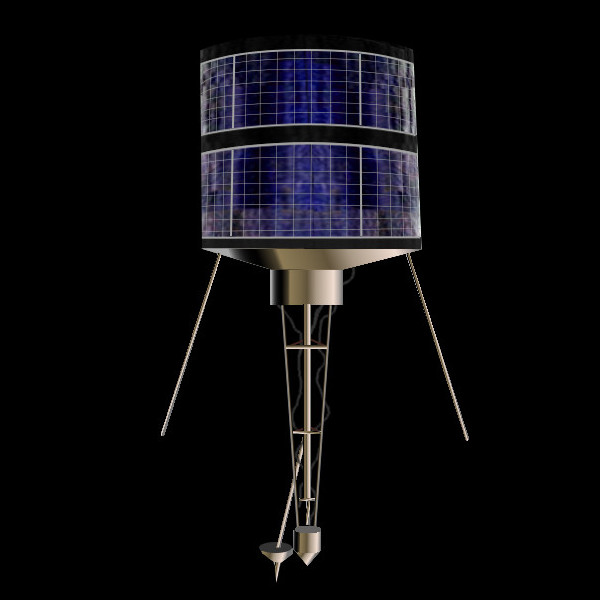
Vue d'artiste d'un satellite Srela-2M

La série Strela 2 est une version beaucoup plus lourde que le Strela-1 destinée à transmettre des télécommunications cryptées qui coexistent avec les Strela 1M qui ont en charge les communications non cryptées. Les Strela 2 constituent les prototypes : cinq d'entre eux sont lancés entre 1965 et 1968. 52 Strela-2M, la version opérationnelle, sont lancés entre 1970 et 1994. Chaque satellite, de forme cylindrique, a une masse de 900 kg, est haut de 3 mètres pour un diamètre de 2,04 mètres. Il est stabilisé de manière passive par gradient de gravité. Il circule sur une orbite à 800 km d'altitude avec une inclinaison de 74°. Chaque satellite est séparé de 120° de son voisin. Les Strela-2 et 2M sont lancés individuellement par une fusée Cosmos-3M,,.
La collision entre les satellites Iridium-33 et Kosmos-2251, un Strela-2M, a été le premier incident de ce type répertorié.

### Strela-3 (1985-2010)
Les Strela-3 sont les successeurs des à partir de 1992 des Strela-1M et des Strela-2M à partir de 1994. Le premier lancement a lieu le 13/1/1985. Chaque satellite, de forme cylindrique, a une hauteur de 1,5 m pour un diamètre de 1 mètre. Sa masse est de 225 kg et il est stabilisé par gradient de gravité. Sa mémoire de masse est de 12 mégabits et le débit est 2,4 kilobits. Les Strela-3 ont été placés en orbite par des lanceurs Tsyklon-3 (par grappe de 6) jusqu'au retrait de ceux-ci puis à partir de 2002 par des Cosmos-3M (par grappe de 2) puis depuis 2008 par des Rockot (par grappe de 3). Ils sont placés sur une orbite quasi circulaire de 1 400 × 1 414 km avec une inclinaison de 82,6°. Pour disposer d'une couverture opérationnelle douze satellites sont placés sur deux plans orbitaux faisant un angle de 90° entre eux. 142 satellites ont été lancés entre 1985 et 2010,.

### Rodnik (2005-)
Les satellites Rodnik ou Strela-3M sont une version améliorée du Strela-3. Le premier exemplaire a été lancé le 21 décembre 2005. Dix-huit exemplaires ont été lancés entre 2005 et 2018 mais un échec du lanceur en a détruit trois. Il existe une version civile des Rodnik, baptisée Gonets-M, don, t 13 exemplaires ont été lancés au début de 2019. Le satellite d'une masse de 280 kg est de forme cylindrique. Les cellules solaires sur le corps du satellite fournissent 300 watts. Le satellite est placé sur une orbite basse circulaire comprise entre 1350 et 1 500 km avec une inclinaison orbitale de 82,5°.
Tous les satellites Rodnik sont lancés depuis le cosmodrome de Plessetsk.
| N° | Désignation | Date lancement | Lanceur   | Identifiant Cospar | Commentaire                         |
| -- | ----------- | -------------- | --------- | ------------------ | ----------------------------------- |
| 1  | Cosmos 2416 | 21/12/2005     | Cosmos-3M | 2005-048B          | Lancé avec un satellite Gonets M-1  |
| 2  | Cosmos 2452 | 6/7/2009       | Rokot-KM  | 2005-048B          | Lancé avec deux satellites Cosmos 3 |
| 3  | Cosmos 2468 | 8/9/2010       | Rokot-KM  | 2005-048B          | Lancé avec un satellite Cosmos 3    |
| 4  | Cosmos 2482 | 10/1/2013      | Rokot-KM  | 2005-048B          | Échec                               |
| 5  | Cosmos 2483 | 10/1/2013      | Rokot-KM  | 2005-048B          | Échec                               |
| 6  | Cosmos 2484 | 10/1/2013      | Rokot-KM  | 2005-048B          | Échec                               |
| 7  | Cosmos 2488 | 25/12/2013     | Rokot-KM  | 2014-028B          |                                     |
| 8  | Cosmos 2489 | 25/12/2013     | Rokot-KM  | 2014-028B          |                                     |
| 9  | Cosmos 2490 | 25/12/2013     | Rokot-KM  | 2014-028B          |                                     |
| 10 | Cosmos 2496 | 24/5/2014      | Rokot-KM  | 2014-028B          |                                     |
| 11 | Cosmos 2497 | 24/5/2014      | Rokot-KM  | 2014-028B          |                                     |
| 12 | Cosmos 2498 | 24/5/2014      | Rokot-KM  | 2014-028B          |                                     |
| 13 | Cosmos 2507 | 23/9/2015      | Rokot-KM  | 2015-05B           |                                     |
| 14 | Cosmos 2508 | 23/9/2015      | Rokot-KM  | 2015-05B           |                                     |
| 15 | Cosmos 2509 | 23/9/2015      | Rokot-KM  | 2015-050C          |                                     |
| 16 | Cosmos 2530 | 30/11/2018     | Rokot-KM  | 2018-097A          |                                     |
| 17 | Cosmos 2531 | 30/11/2018     | Rokot-KM  | 2018-097B          |                                     |
| 18 | Cosmos 2532 | 30/11/2018     | Rokot-KM  | 2018-097C          |                                     |
| 19 | Cosmos .... | vers 2019      | Rokot-KM  |                    |                                     |
| 20 | Cosmos .... | vers 2019      | Rokot-KM  |                    |                                     |
| 21 | Cosmos .... | vers 2019      | Rokot-KM  |                    |                                     |

### Les versions civiles
Une version civile du Strela-3, le Gonets a été lancée dans les années 1990 à une dizaine d'exemplaires. Une version améliorée Gonets-M a été déployée à 4 exemplaires entre 2005 et 2011,.
.